# Syllegomydas bezzii
Syllegomydas bezzii är en tvåvingeart som beskrevs av Arias 1914. Syllegomydas bezzii ingår i släktet Syllegomydas och familjen Mydidae. Inga underarter finns listade i Catalogue of Life.